# 릴리언 왈드
릴리언 D. 월드(Lillian D. Wald, 1867년 3월 10일 – 1940년 9월 1일)는 미국의 간호사이자 인도주의자, 작가였다. 그녀는 인권을 위해 노력했으며 미국 지역사회 간호를 시작했다. 그녀는 뉴욕에 헨리 스트리트 정착촌을 설립했으며 공립학교 간호사의 초기 옹호자였다.
오하이오와 뉴욕에서 자란 후, 월드는 간호사가 되었다. 그녀는 잠시 의과대학에 다녔고 지역사회 보건 수업을 가르치기 시작했다. 헨리 스트리트 정착촌을 설립한 후, 그녀는 여성과 소수 민족의 권리를 위한 활동가가 되었다. 그녀는 여성 참정권을 위해 캠페인을 벌였고 인종 통합을 옹호했다. 그녀는 전미 유색인 지위 향상 협회(NAACP) 설립에 참여했다.
릴리언 월드는 미국 공중 보건 간호 확립에 중요한 역할을 한 선구적인 간호사이자 사회 개혁가였다. 그녀는 지역사회 기반 간호, 위생 교육, 질병 예방의 중요성을 강조했으며, 이는 현대 간호의 근본 원칙이 되었다.
월드는 1940년에 73세의 나이로 사망했다.

## 어린 시절과 교육
월드는 오하이오 신시내티의 부유한 독일-유대계 의료인 가정에서 태어났다. 그녀의 부모는 맥스 D. 월드와 미니 (슈바르츠) 월드였다.:526 그녀의 아버지는 광학 제품 판매상이었다. 1878년, 그녀는 가족과 함께 로체스터 (뉴욕주)로 이사했다. 그녀는 미스 크루텐든의 영어-프랑스 기숙 및 주간 여학교에 다녔다. 16세에 배서 칼리지에 지원했지만, 학교는 그녀가 너무 어리다고 생각했다. 1889년, 그녀는 뉴욕 병원의 간호 학교에 다녔다. 1891년 뉴욕 병원 간호 훈련 학교를 졸업한 후, 여성 의과대학에서 강좌를 수강했다.

## 간호 경력

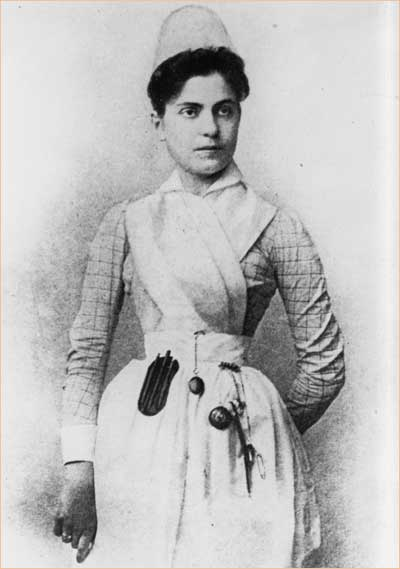
간호사 제복을 입은 어린 릴리언 월드

월드는 한동안 환경이 열악한 고아원인 뉴욕 소년 보호소(현재는 칠드런스 빌리지)에서 일했다. 1893년까지 그녀는 의과대학을 그만두고 뉴욕 로어 이스트 사이드의 가난한 이민자 가족들을 위한 간호 가정 수업을 히브리어 기술 여학교에서 가르치기 시작했다. 얼마 후, 그녀는 로어 이스트 사이드 주민들을 방문 간호사로 돌보기 시작했다. 다른 간호사 메리 브루스터와 함께, 그녀는 환자들을 더 잘 돌보기 위해 환자들 근처의 검소한 방으로 이사했다. 그 무렵, 그녀는 공공 지역사회에 통합되어 일하는 간호사를 설명하기 위해 "공중 보건 간호사"라는 용어를 만들었다.
월드는 공립학교 간호를 옹호했다. 그녀의 아이디어는 뉴욕 보건국이 세계 최초의 공공 간호 시스템을 조직하도록 이끌었다. 월드의 간호 리더십은 또한 뉴욕이 1918년 스페인 독감 팬데믹을 극복하는 데 결정적인 역할을 했다. 팬데믹 동안 그녀는 가정에서 아픈 가족들을 방문 간호하는 간호사 비상 위원회를 이끌었다.
월드는 공중 보건 간호 전국 조직의 초대 회장이었다. 그녀는 또한 메트로폴리탄 생명보험 회사와 간호 보험 파트너십을 맺었는데, 이는 다른 많은 기업 프로젝트의 모델이 되었다. 그녀는 국민 건강 보험 계획을 제안했고 컬럼비아 대학교 간호 학교 설립을 도왔다. 월드는 그녀의 지역사회 보건 활동과 관련된 두 권의 책, 헨리 스트리트의 집 (1911)과 헨리 스트리트의 창 (1934)을 저술했다.
월드는 헨리 스트리트 정착촌을 설립했다. 이 단체는 저명한 유대인 자선가 제이컵 시프의 주목을 받았고, 그는 월드에게 그녀가 돌보던 "가난한 러시아 유대인"들을 더 효과적으로 도울 수 있도록 비밀리에 돈을 제공했다. 1906년까지 월드는 27명의 간호사를 직원으로 두었고, 엘리자베스 밀뱅크 앤더슨과 같은 비유대인으로부터 더 넓은 재정적 지원을 유치하는 데 성공했다. 1913년까지 직원은 92명으로 늘었다. 헨리 스트리트 정착촌은 결국 뉴욕 방문 간호 서비스로 발전했다.

## 헨리 스트리트 정착촌
헨리 스트리트에 대한 월드의 비전은 당시 다른 어떤 것과도 달랐다. 월드는 뉴욕의 모든 주민이 사회적 지위, 사회경제적 지위, 인종, 성별, 연령에 관계없이 동등하고 공정한 건강 관리를 받을 자격이 있다고 믿었다. 그녀는 모든 사람이 가정 간호를 이용할 수 있어야 한다고 주장했다. 적절한 환자 간호 태도를 강력히 옹호했던 월드는 개인이 가정 간호를 받을 여유가 있는지 여부에 관계없이, 가정 간호를 받을 여유가 있는 사람들과 동일한 수준의 존중을 받을 자격이 있다고 믿었다.
헨리 스트리트 정착촌의 사회적 이점
아마도 공중 보건 분야에서 가장 중요한 변화 중 하나인 이 정착촌은 더 나은 의료 서비스를 제공하는 것 이상을 해냈다. 주로 여성과 어린이의 보살핌에 초점을 맞춘 이 정착촌은 뉴욕 공중 보건 관리의 지형을 바꾸었다. 이러한 프로그램들은 환자들이 병원에서 보내는 시간을 줄이는 데 도움이 되었을 뿐만 아니라 가정 간호를 더 접근하기 쉽고 효율적으로 만들었다.
월드는 지역사회 지원의 강력한 옹호자였다. 헨리 스트리트 정착촌의 초기 성공의 대부분은 월드가 정착촌 기부자들과의 개인적인 관계를 구축하는 데 들인 부지런하고 끈질긴 노력 덕분이었다. 월드는 또한 지역사회에 거주하는 기부자들이 제공하는 사회적 이점을 강력히 옹호했다. 이러한 이점에는 사람들이 병원에서 시간을 보내야 할 때 가족의 일시적인 분리, 가정 간호의 질 향상, 병원 입원에 대한 대안을 제공함으로써 의료비 절감 등이 포함되었다.

### 여성 고용
월드는 정착촌을 통해 여성과 고용에 독특한 기회를 제공했다. 그녀의 편지에서 그녀는 정착촌을 통해 여성에게 제공되는 고용 기회와 그들이 제공하는 많은 이점에 대해 기부자들과 이야기한다. 가장 주목할 만한 이점 중 하나는 여성이 남편이나 가족과 독립적으로 직업을 갖고 부를 축적할 기회였다. 고용은 또한 여성에게 남편으로부터 독립하고 집 밖에서 일할 기회를 제공했다.

## 지역사회 봉사 및 옹호

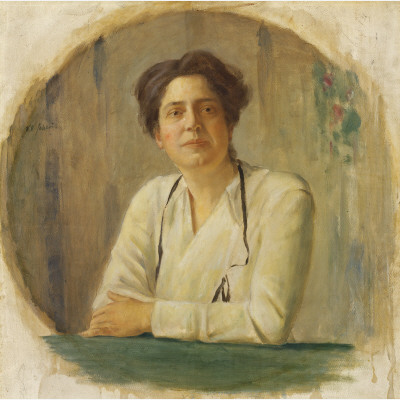
윌리엄 발렌타인 쉐빌의 릴리언 월드 초상화, 국립 초상화 미술관 (워싱턴 D.C.) (미국)

월드는 또한 여성들에게 요리하고 바느질하는 법을 가르쳤고, 가족들을 위한 레크리에이션 활동을 제공했으며, 노동 운동에 참여했다. 여성의 근로 조건에 대한 염려로 인해 그녀는 1903년 여성 노동조합 연맹 설립을 도왔고 나중에 뉴욕시 연맹 집행위원회 위원으로 활동했다. 1910년, 월드와 몇몇 동료들은 하와이, 일본, 중국, 러시아를 6개월간 여행했으며, 이 여행은 그녀의 전 세계 인도주의 문제 참여를 증가시켰다.
1915년, 월드는 헨리 스트리트 이웃 극장을 설립했다. 그녀는 나중에 국립 아동 노동 위원회(NCLC)가 된 아동 노동 위원회의 초기 지도자였다. 이 단체는 연방 아동 노동법을 위해 로비하고 아동 교육을 장려했다. 1920년대에 이 조직은 아동 노동을 금지했을 미국 헌법 수정안을 제안했다. 1920년대에 월드는 뉴욕주 주지사 앨 스미스의 사회 복지 계획의 열렬한 지지자였으며, 1928년에는 스미스의 대통령 선거 운동을 적극적으로 지원했다.
월드는 또한 아프리카계 미국인에 대한 처우에도 관심을 가졌다. 시민권 운동가로서 그녀는 모든 헨리 스트리트 수업이 인종적으로 통합되어야 한다고 주장했다. 1909년, 그녀는 전미 유색인 지위 향상 협회(NAACP)의 창립 회원이 되었다. 이 조직의 첫 주요 공개 회의는 헨리 스트리트 정착촌에서 열렸다.
월드는 뉴욕시의 여성 참정권 운동을 조직하고, 미국이 제1차 세계대전에 참전하는 것에 항의하기 위해 행진했으며, 여성 평화당에 가입하고, 여성 평화 자유 국제 연맹 설립을 도왔다. 1915년, 그녀는 새로 결성된 반군국주의 미국 연합(AUAM)의 회장으로 선출되었다. 미국이 전쟁에 참전한 후에도 그녀는 AUAM의 자매 조직인 외교 정책 기구와 미국 시민 자유 연맹에 계속 참여했다.

## 개인 생활

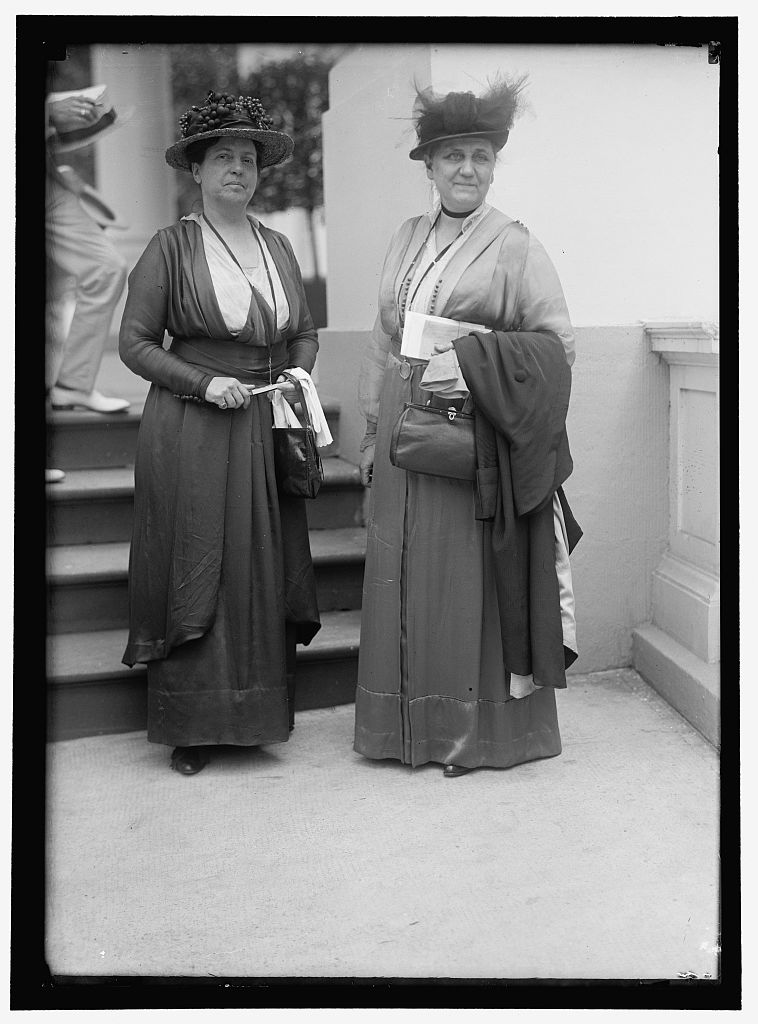
릴리언 월드와 제인 애덤스, 1916년

월드는 결혼하지 않았다. 그녀는 여성들과 가장 가까운 관계를 유지했다. 서신을 통해 월드가 적어도 두 명의 동료, 가정생활 작가인 메이블 하이드 키트리지와 변호사이자 극장 매니저인 헬렌 아서에게 가장 가깝게 느꼈다는 것이 드러난다. 그러나 궁극적으로 월드는 어떤 관계보다도 헨리 스트리트에서의 자신의 작업에 더 몰두했다. 월드의 관계에 대해 작가 클레어 코스는 월드가 "결국 영원히 잡히지 않는 존재로 남았다. 그녀는 개인적인 독립을 선호했는데, 이는 그녀가 빠르게 움직이고, 자유롭게 여행하며, 대담하게 행동할 수 있도록 허용했다"고 썼다. 월드의 개인적인 삶과 독립에 대한 집중은 정착촌과 공중 보건 개선에 대한 그녀의 헌신에서 명확히 드러났다.

## 말년
그녀는 1940년 9월 1일 뇌출혈로 사망했다. 랍비가 헨리 스트리트 이웃 극장에서 추모 예배를 주관했다. 월드의 자택에서도 사적인 예배가 열렸다. 몇 달 후, 카네기 홀에서 2,000명 이상이 월드 추모식에 모였고, 대통령, 주지사, 시장이 보낸 메시지가 낭독되었다. 그녀는 로체스터의 마운트 호프 묘지에 안장되었다.

## 유산

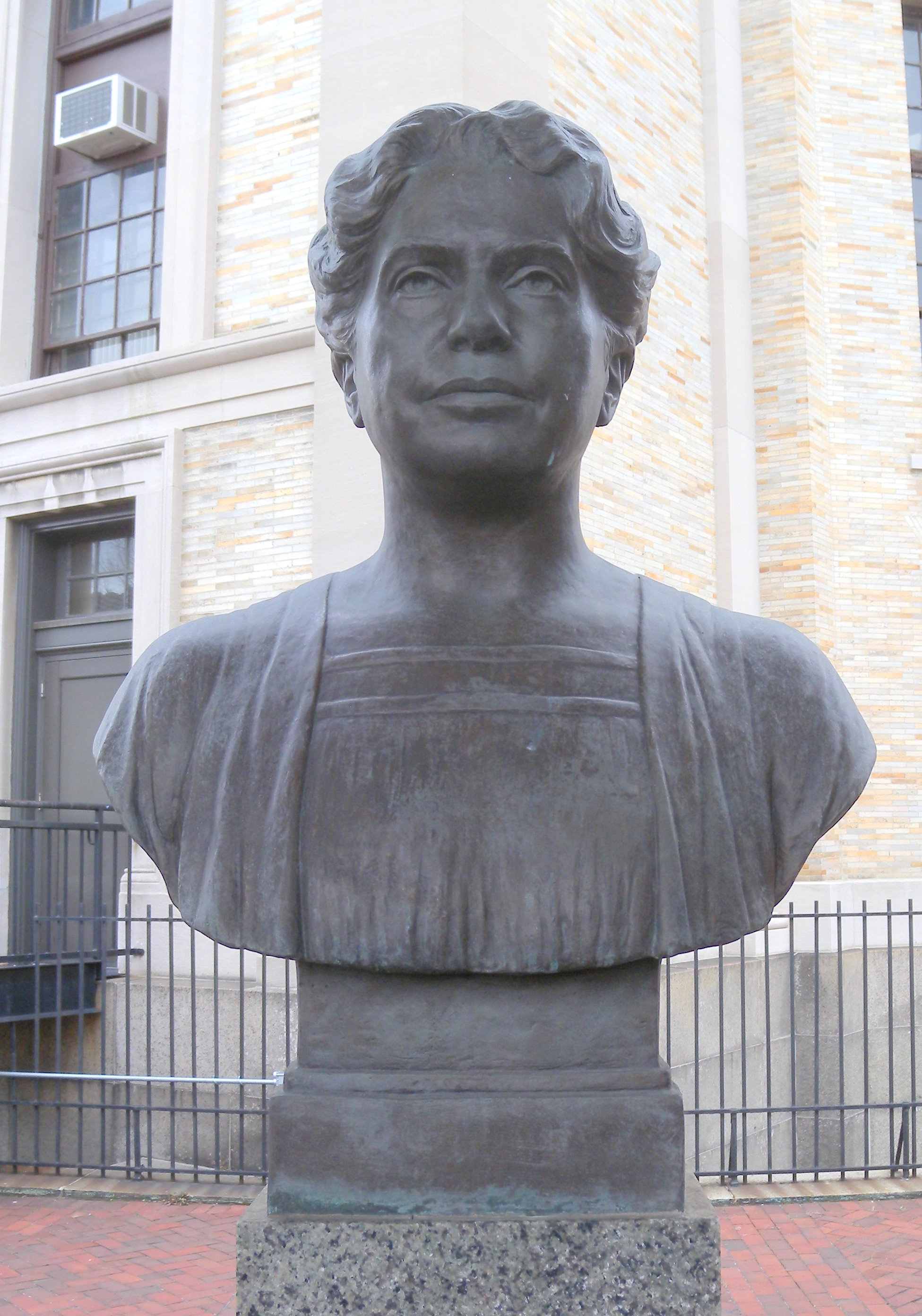
위대한 미국인 명예의 전당에 있는 릴리언 월드 흉상

뉴욕 타임스는 1922년에 월드를 미국에서 가장 위대한 여성 12명 중 한 명으로 선정했으며, 그녀는 나중에 "뉴욕의 뛰어난 시민"으로서의 업적으로 링컨 메달을 받았다. 1937년, 월드의 70번째 생일을 기념하는 라디오 방송에서 사라 델라노 루스벨트는 그녀의 아들인 프랭클린 루스벨트 대통령의 편지를 낭독했는데, 그는 월드가 "타인의 행복과 안녕을 증진하기 위한 이타적인 노력"을 칭찬했다.
작가 헬렌 도어 보일스턴은 그녀의 세 번째 소설인 《방문 간호사 수 바튼》에서 릴리언 월드와 헨리 스트리트를 묘사하는데, 수 바튼은 헨리 스트리트 정착촌에서 릴리언 월드를 만난다. (《방문 간호사 수 바튼》 (1938))
월드는 1970년에 위대한 미국인 명예의 전당에 헌액되었다. 1993년, 월드는 전미 여성 명예의 전당에 헌액되었다. 맨해튼의 D 애비뉴에 있는 릴리언 월드 하우스는 그녀의 이름을 따서 명명되었다.
월드는 의료 제공자, 고용주, 교육자로서 여러 가지 방법으로 공중 보건 분야에서 여성의 길을 열었다. 그녀의 유산은 오늘날 뉴욕 방문 간호 서비스에서도 여전히 볼 수 있다.

## 같이 보기
- 간호사 목록
- 평화운동가 목록

## 더 읽어보기
- Brody, Seymour. Jewish Heroes & Heroines of America: 150 True Stories of American Jewish Heroism.  Floriday: Lifetime Books, Inc., 1996.
- Coss, Claire. Lillian D. Wald: Progressive Activist. New York: The Feminist Press at CUNY, 1989.
- Daniels, Doris Groshen. Always a Sister: The Feminism of Lillian D. Wald. New York: The Feminist Press at CUNY, 1995.
- Duffus, Robert Luther. Lillian Wald, Neighbor and Crusader. New York: The Macmillan Company, 1938.
- Eiseman, Alberta. Rebels and reformers: Biographies of four Jewish Americans: Uriah Philips Levy, Ernestine L. Rose, Louis D. Brandeis, Lillian D. Wald. Zenith Books, 1976.

- Materese, Michele M. "From local to national: Lillian D. Wald. A social activist, 1893–1913" (Ph.D. dissertation, SUNY Binghamton; ProQuest Dissertations & Theses,  2006. 3211261).

- Wagenknecht, Edward. Daughters of the Covenant: Portraits of Six Jewish Women. Amherst: 매사추세츠 대학교 출판부, 1983.
- Wald, Lillian Wald, Lillian, January 21, 2011, Social Welfare History Project